# Les Essarts (Vendée)
Pour les articles homonymes, voir Les Essarts.
Les Essarts  sont une ancienne commune du Centre-Ouest de la France située dans le département de la Vendée et la région des Pays-de-la-Loire.
Alors qu’elle est érigée en commune le 14 décembre 1789, un décret de 1790 lui ajoute la fonction de chef-lieu de canton — prenant le nom de canton des Essarts — qu’elle conserve jusqu’en 2015. De la création de la communauté de communes du Pays-des-Essarts en 1994 jusqu’à sa dissolution en 2016, le siège social de la structure intercommunale est également fixé aux Essarts.
Au 1er janvier 2016, elle devient l’une des quatre communes déléguées au sein de la commune nouvelle d’Essarts-en-Bocage — ainsi que celle abritant le chef-lieu, fixé dans la ville des Essarts — à la suite de sa fusion avec Boulogne, L’Oie et Sainte-Florence. Cependant, au 1er janvier 2024, L’Oie et Sainte-Florence sont rétablies, réduisant le territoire d’exercice de la commune nouvelle à Boulogne et les Essarts. 
Ses habitants sont les Essartais.

## Géographie

### Géologie et relief
L’ancien territoire municipal des Essarts s’étend sur 5 654 hectares. L’altitude moyenne de la commune est de 89 mètres, avec des niveaux fluctuant entre 55 et 116 mètres,.

### Localisation
La commune déléguée des Essarts se trouve au croisement des autoroutes A83 et A87, sur la route départementale 160 (ancienne route nationale 720) entre la Roche-sur-Yon et les Sables, à 55 km des Sables-d’Olonne et à 30 km du Puy du Fou.

## Toponymie
Le mot essart peut avoir différentes significations. Il désigne aussi bien les terres nouvellement défrichées, les défrichements de terrain définitifs ou les temporaires, le simple abattage de bois, l’éclaircissement de la forêt ou même de terrains vagues. L’essart désigne aussi des cultures mobiles, accompagnées de brûlements de végétaux. Le sens le plus généralement accepté aujourd’hui est celui de défrichement dans un but agricole. Mais on essartait aussi pour faire du charbon, élargir les routes ou installer une communauté humaine.

## Histoire

### Antiquité, Moyen Âge et Temps modernes
Les premières traces de la ville datent de l’époque romaine. La première mention historique des Essarts est datée de 1099 ou il est fait mention de l’église de Exartis. Au Moyen Âge, on trouvait une seigneurie dans le centre de la ville, d’où l’existence d’un château-fort. Au XVe siècle la seigneurie des Essarts était rattachée à la vicomté de Thouars qui appartenait à la famille d’Amboise. 

### Révolution
Pendant les guerres de Vendée, le 25 juin 1795, une bataille a lieu au château des Essarts. Charette avait chargé Louis Pageot, un de ses lieutenants, de surprendre la garnison des Essarts. Plusieurs républicains furent faits prisonniers, puis fusillés lors du massacre de Belleville, en représailles de l’exécution de 748 émigrés et chouans lors de l’expédition de Quiberon. 

### Époque contemporaine
Pendant la Seconde Guerre mondiale, les Allemands occupaient le moulin de l’Ansonnière. 
La commune s’est ensuite développée dans le secteur tertiaire.
Le 1er janvier 2016, la commune des Essarts fusionne avec Boulogne, L’Oie et Sainte-Florence sous le régime de la commune nouvelle par un arrêté préfectoral daté du 5 octobre 2015. À son sens, les anciennes communes sont transformées en communes déléguées, avec les mêmes ressorts territoriaux, tandis que le chef-lieu de la commune, baptisée Essarts-en-Bocage, est fixé dans l’ancienne commune des Essarts. Cependant, au 1er janvier 2024, L’Oie et Sainte-Florence sont distraites d’Essarts-en-Bocage et rétablies en tant que communes distinctes,,.

## Politique et administration

### Liste des maires
| Période                                  | Période                                    | Identité                          | Étiquette                     | Qualité |
| ---------------------------------------- | ------------------------------------------ | --------------------------------- | ----------------------------- | --- |
| Les données manquantes sont à compléter. |                                            |                                   |                               | |
| 1846[réf. nécessaire]                    | 1848[réf. nécessaire]                      | Armand Batiot                     |                               | Notaire aux Essarts Conseiller d’arrondissement de Bourbon-Vendée, élu dans le canton des Essarts (1845-1848)[réf. nécessaire]                                                            |
| Les données manquantes sont à compléter. |                                            |                                   |                               | |
| 1858[réf. nécessaire]                    | 1869[réf. nécessaire]                      | Louis-Armand de Lespinay          | Bonapartiste[réf. nécessaire] | Maréchal de camp, baron de Lespinay et de l’Empire Conseiller général de la Vendée, élu dans le canton des Essarts Vice-président du conseil général de la Vendée (1856)[réf. nécessaire] |
| 1869[réf. nécessaire]                    | 1871[réf. nécessaire]                      | Armand Batiot                     | Libéral[réf. nécessaire]      | Conseiller général de la Vendée, élu dans le canton des Essarts (1869-1877) |
| 1871[réf. nécessaire]                    | 1878[réf. nécessaire]                      | Charles de Rougé[réf. nécessaire] | Droite[réf. nécessaire]       | Propriétaire[réf. nécessaire] Conseiller général de la Vendée, élu dans le canton des Essarts (1877-1883)[réf. nécessaire]                                                                |
| Les données manquantes sont à compléter. |                                            |                                   |                               | |
| 1881                                     | 1889                                       | Aristide Batiot                   | Républicain                   | Conseiller général de la Vendée, élu dans le canton des Essarts (1883-1895) Député à la Chambre des députés, élu dans la première circonscription de La Roche-sur-Yon (1889-1895)         |
| 1885[réf. nécessaire]                    | 14 juin 1909[réf. nécessaire] (décès)      | Armand de Rougé                   | Droite[réf. nécessaire]       | Propriétaire, rentier Conseiller général de la Vendée, élu dans le canton des Essarts (à partir de 1895)                                                                                  |
| 1909[réf. nécessaire]                    | 31 décembre 1951[réf. nécessaire] (décès)  | Arsène Mignen                     | PRL[réf. nécessaire]          | Médecin[réf. nécessaire] Conseiller général de la Vendée, élu dans le canton des Essarts (de 1909 à 1944 et à partir de 1945)                                                             |
| 3 février 1952[réf. nécessaire]          | Décembre 1966[réf. nécessaire] (démission) | Marie-Joseph Mignen               | DVD                           | Médecin Conseiller général de la Vendée, élu dans le canton des Essarts (à partir de 1952)                                                                                                |
| 31 décembre 1966[réf. nécessaire]        | 24 mars 1989                               | André Poirault                    |                               | Notaire aux Essarts (1952-1979) |
| 24 mars 1989                             | 18 juin 1995                               | Paul Drouin                       |                               | Agriculteur Président de la communauté de communes du Pays-des-Essarts (1994-1995) |
| 18 juin 1995,                            | 14 mars 2008                               | Jean-Maurice Daviet               |                               | Notaire[réf. nécessaire] |
| 14 mars 2008                             | 30 mars 2014                               | Yolande Pineau                    | DVD                           | Secrétaire de mairie à la retraite, |
| 30 mars 2014                             | 31 décembre 2015                           | Freddy Riffaud                    | DVD                           | Responsable de systèmes et réseaux |

### Liste des maires délégués
| Période          | Période                           | Identité         | Étiquette | Qualité                                                                   |
| ---------------- | --------------------------------- | ---------------- | --------- | ------------------------------------------------------------------------- |
| 12 janvier 2016, | 15 novembre 2022 (démissionnaire) | Freddy Riffaud,  | DVD       | Responsable de systèmes et réseaux Maire d’Essarts-en-Bocage (2016-2023), |
| 15 novembre 2022 | 31 décembre 2023                  | Nathalie Bodet   |           | Professeure                                                               |
| 22 mars 2024     | En cours (au 22 mars 2024)        | Caroline Gilbert |           | Avocate aux Essarts Maire d’Essarts-en-Bocage (depuis 2024)               |

### Jumelages
Le canton des Essarts est jumelé avec Neunkirchen-Seelscheid, en Allemagne, à partir de 1991 et Bicester au Royaume-Uni à partir de 1992. Neunkirchen-Seelscheid se situe dans le Land Rhénanie-du-Nord-Westphalie, près de Cologne et Bicester dans la région d’Oxford, celles-ci sont également jumelées entre elles.

## Équipements et services publics

### Enseignement

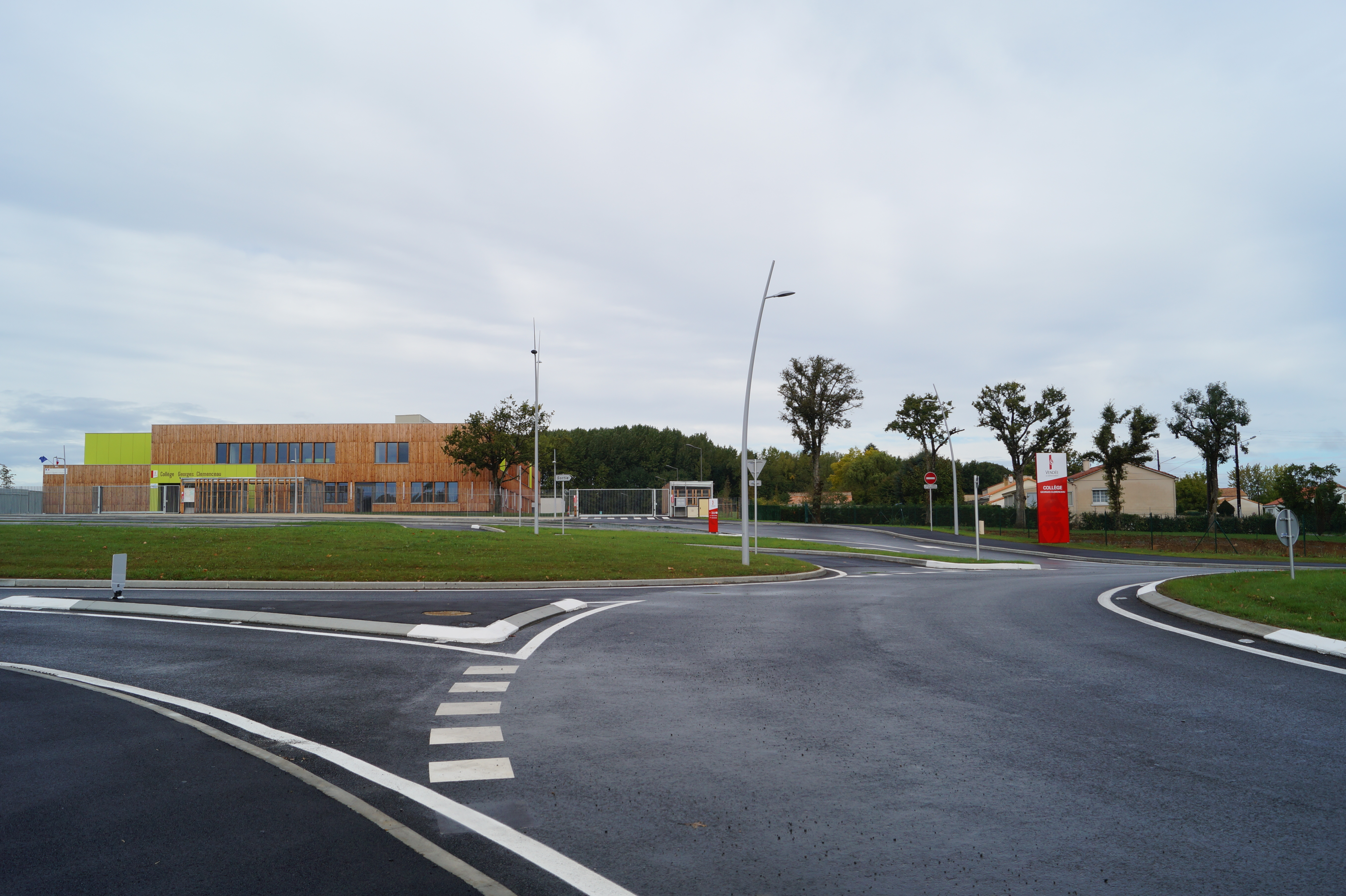
Le collège Georges-Clemenceau.

On trouve dans la ville des Essarts deux écoles maternelles et primaires, une privée, l’école Notre-Dame, l’autre publique, l’école Gaston-Chaissac.
Alors qu’un établissement privé du premier cycle d’études secondaire, le collège Saint-Pierre, est implanté dans la ville en 1965, un établissement public, le collège Georges-Clemenceau, ouvre à la rentrée 2015,.

### Espaces publics
Les Essarts obtiennent deux fleurs au Concours des villes et villages fleuris en 2007.

## Population et société

### Démographie
Selon l’Institut national de la statistique et des études économiques, la commune déléguée des Essarts compte 5 824 habitants au 1er janvier 2022.
| 1800  | 1806  | 1821  | 1831  | 1836  | 1841  | 1846  | 1851  | 1856  |
| ----- | ----- | ----- | ----- | ----- | ----- | ----- | ----- | ----- |
| 1 844 | 1 589 | 2 129 | 2 192 | 2 223 | 2 390 | 2 526 | 2 727 | 2 816 |

| 1861  | 1866  | 1872  | 1876  | 1881  | 1886  | 1891  | 1896  | 1901  |
| ----- | ----- | ----- | ----- | ----- | ----- | ----- | ----- | ----- |
| 2 838 | 2 831 | 2 760 | 2 995 | 3 162 | 3 329 | 3 478 | 3 475 | 3 391 |

| 1906  | 1911  | 1921  | 1926  | 1931  | 1936  | 1946  | 1954  | 1962  |
| ----- | ----- | ----- | ----- | ----- | ----- | ----- | ----- | ----- |
| 3 442 | 3 337 | 2 969 | 2 849 | 2 842 | 2 833 | 2 841 | 2 751 | 2 801 |

| 1968  | 1975  | 1982  | 1990  | 1999  | 2006  | 2011  | 2015  | - |
| ----- | ----- | ----- | ----- | ----- | ----- | ----- | ----- | - |
| 3 071 | 3 359 | 3 631 | 3 907 | 4 186 | 4 730 | 5 123 | 5 395 | - |

### Manifestations culturelles et festivités
La commune des Essarts a été ville étape du Tour de France en 2005 et en 2011. 
Tout d’abord, la ville a été l’arrivée de la deuxième étape du Tour de France 2005, reliant Challans aux Essarts.
Le dimanche 3 juillet 2011, la deuxième étape du Tour de France 2011, un contre-la-montre par équipe, avait pour point de départ et d’arrivée la ville des Essarts. Le départ s’est effectué au Vieux-Château, puis les cyclistes sont allés direction Boulogne, Dompierre-sur-Yon et la Merlatière, sont revenus vers le centre-ville des Essarts. L’arrivée s’est effectuée au parc du Manoir.

### Sports et loisirs
La commune des Essarts est dotée d’associations ayant des objectifs variés. Ainsi sont présentes des associations sportives, telles que Les Korrigans Danse, le Football Club essartais, le Basket-ball essartais ou le Pays des Essarts Handball, des associations culturelles et de loisirs, telle qu’un club de musique ou un club de palets… La commune a par exemple accueilli le 13 et 14 juin 2015 le Championnat du monde de Footmania. Certaines associations agissent dans le domaine agricole. D’autres encore dans le domaine social, comme le Téléthon. Enfin, des associations représentent le domaine militaire ou l’enseignement.
La commune des Essarts est également le lieu de siège social de l’équipe cycliste Vendée U, et de l’équipe cycliste Total Direct Énergie (dont l’ancien leader Thomas Voeckler a terminé 4e à l’issue du Tour de France 2011) gérée par Jean-René Bernaudeau.

## Économie

### Commerces
- Alimentaire : deux supermarchés (Super U, Lidl), une boucherie, deux boulangeries, un marchand de vins.
- Habillement : un cordonnier, un magasin de chaussures, une boutique de maroquinerie, une blanchisserie et une mercerie.
- Autres commerces : six cafés-restaurants, trois cafés, cinq agences immobilières, trois assureurs, deux auto-écoles, cinq agences bancaires, six salons de coiffure (et deux coiffeuses à domicile), deux fleuristes, trois magasins d’informatique, un opticien, deux agences notariales, une imprimerie, une librairie papeterie, deux stations service, quatre paysagistes-pépiniéristes, une couturière

## Culture locale et patrimoine

### Lieux et monuments
- Vieux-château : l’histoire du château remonte à l’époque romaine selon des fouilles menées en 1935 qui ont conclu à la création d'un suovetaurilia : un autel sacrificiel pour l’imploration du dieu Mars. Ensuite, le premier château fort des Essarts (un simple donjon en bois) fut construit sur une butte à l’époque féodale. À partir du XIIIe siècle, les seigneurs des lieux firent bâtir un château en pierre. Pendant les guerres de Vendée, (1793-1796) le château est en partie détruit. Les descendants des familles de Lespinay et de Rougé possèdent toujours le château.
- Église Saint-Pierre : l’église est construite au XIXe siècle. On trouve auparavant au même endroit une église romane, édifiée aux XIe et XIIe siècles. Elle est incendiée pendant les guerres de Vendée, par les colonnes infernales. Le portail de l’ancienne église existe toujours ; il est transporté pierre par pierre dans le parc du château.
- Crypte : la crypte, située près de la sacristie, date du XIIe siècle. Elle est classée monument historique en 1971.
- Lavoir : à l’origine, le lavoir est un bac en granit qui sert au lavage des chevaux. Plus tard, le maire Armand de Rougé y fait rajouter un lavoir avec réservoir. Les femmes du quartier s’y retrouvent pour laver leur linge. En 1990, celui-ci est restauré et appartient désormais à notre patrimoine.
- Ancienne gare : en 1898, une voie ferrée est installée le long de la route départementale 160, reliant Cholet aux Sables-d’Olonne. À mi-chemin entre la Roche-sur-Yon et les Herbiers, la gare des Essarts est l’une des sept stations de cette ligne ferroviaire. Le train disparaît aux Essarts en 1950 au profit des autres moyens de transport. La gare devient un logement du garde-champêtre où seront construits en 1955 des bains-douches. Ceux-ci ferment en 1976, le bâtiment, aujourd’hui restauré sert d’habitation.
- Moulin de l’Ansonnière : il s’agit d’un des derniers vestiges de moulins à vent que l’on trouve sur la commune avant le XIXe siècle. En 1926, Alcide Gautron, dernier meunier, cesse son activité. Pendant la Seconde Guerre mondiale, les Allemands l’occupent, le fortifient et le transforment en poste d’observation. En 1992, l’ensemble est racheté et réhabilité par la commune.

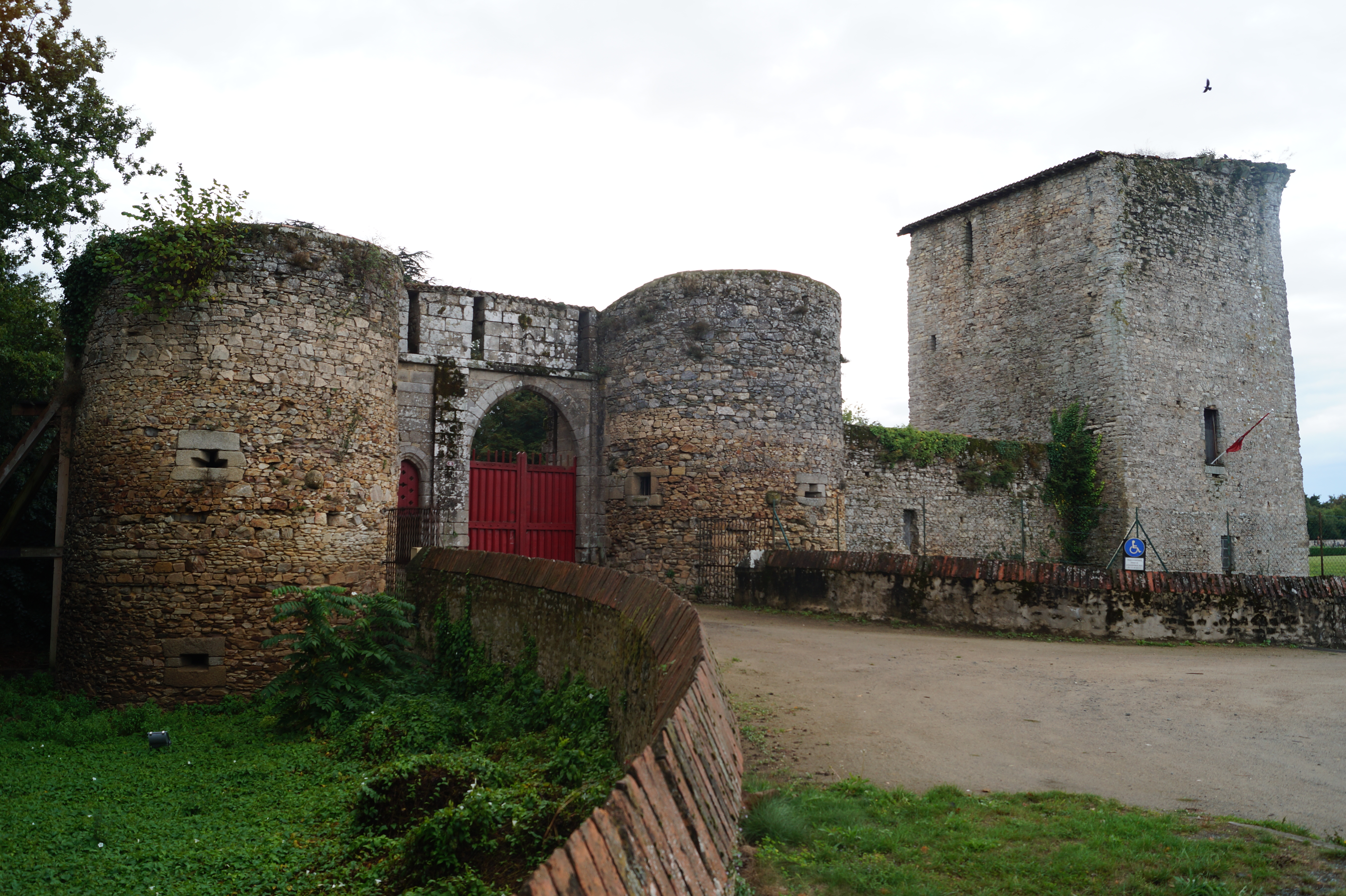
Vieux-Château.
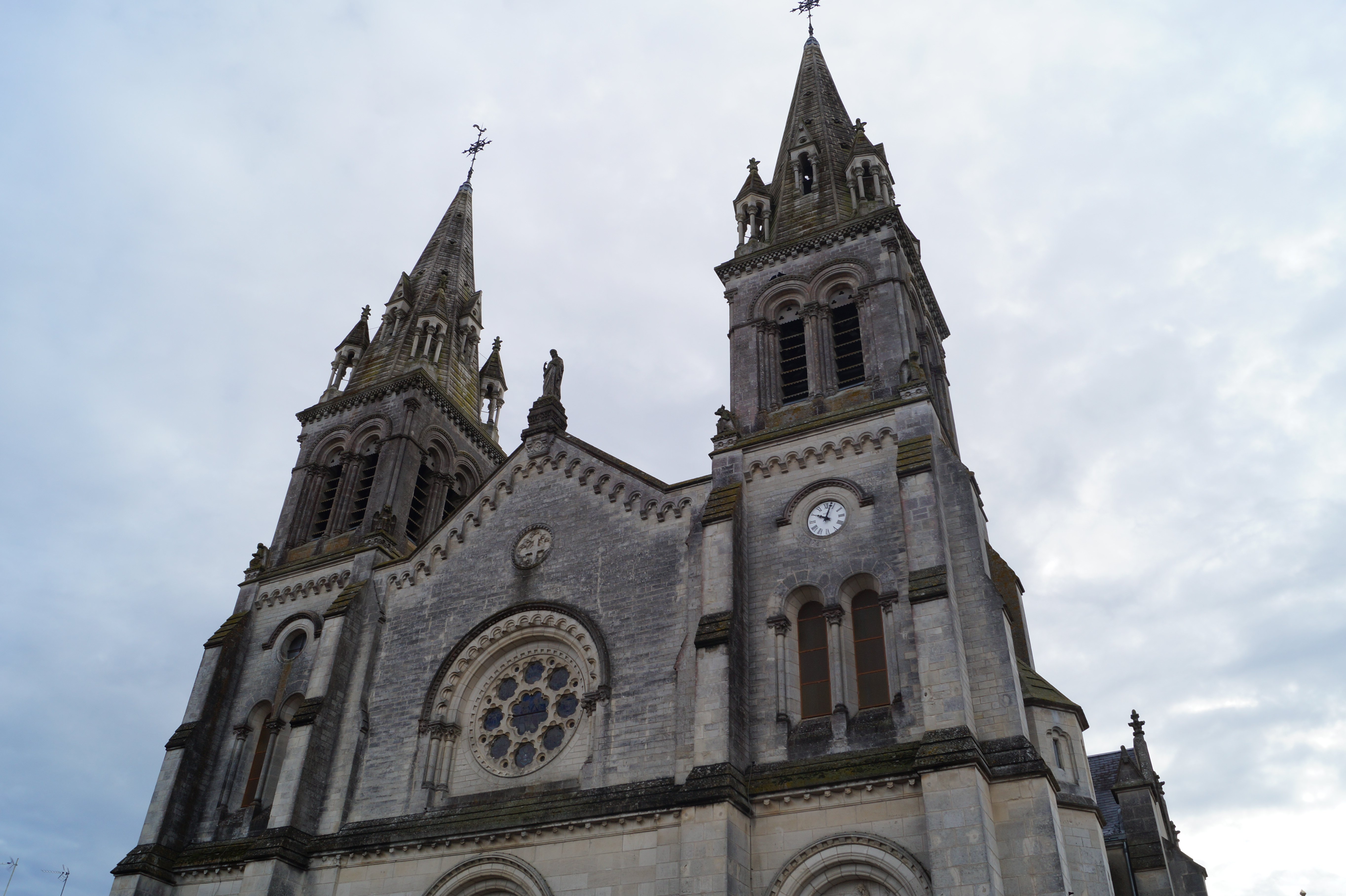
Église Saint-Pierre.
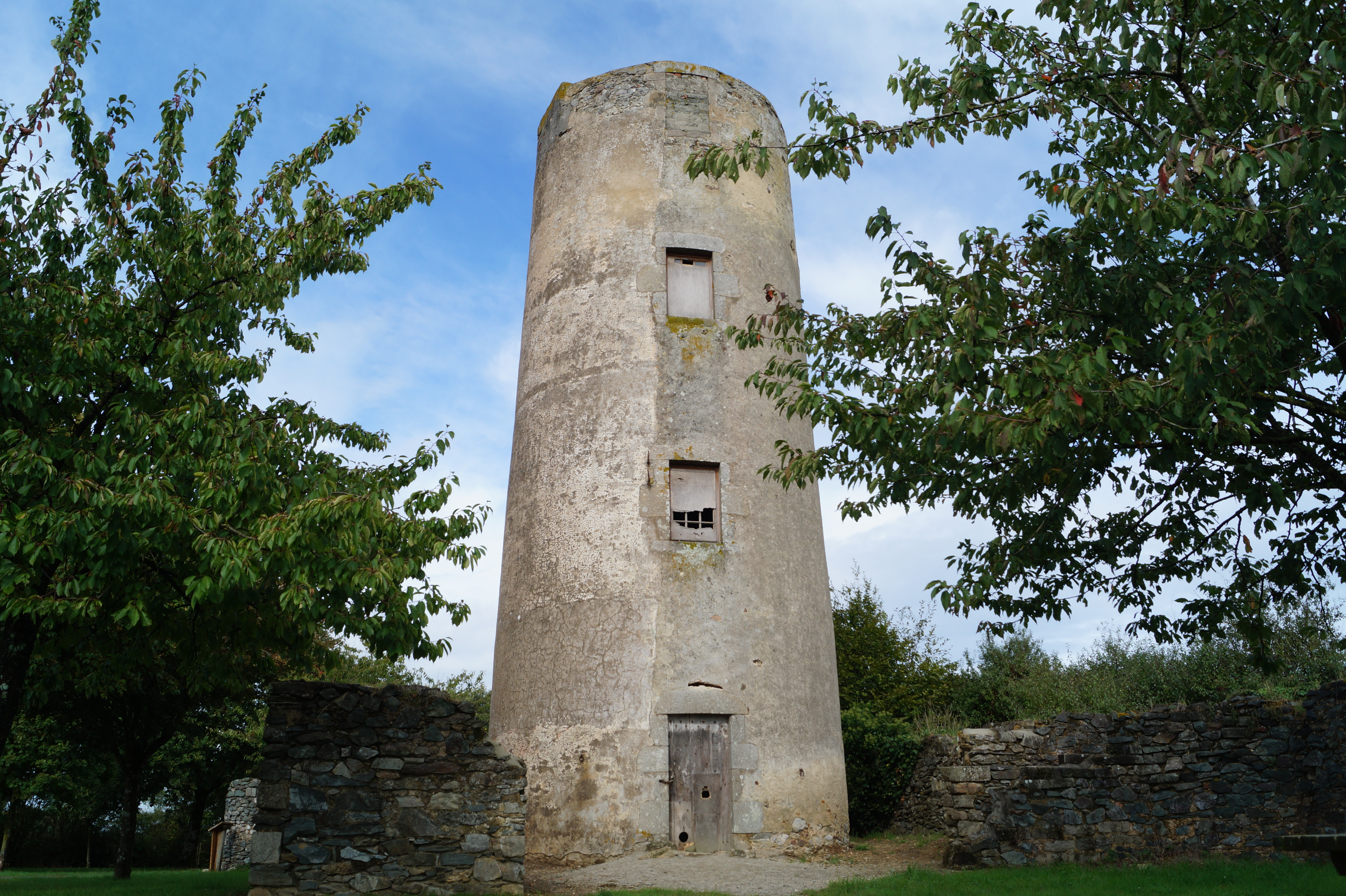
Moulin de l’Ansonnière.
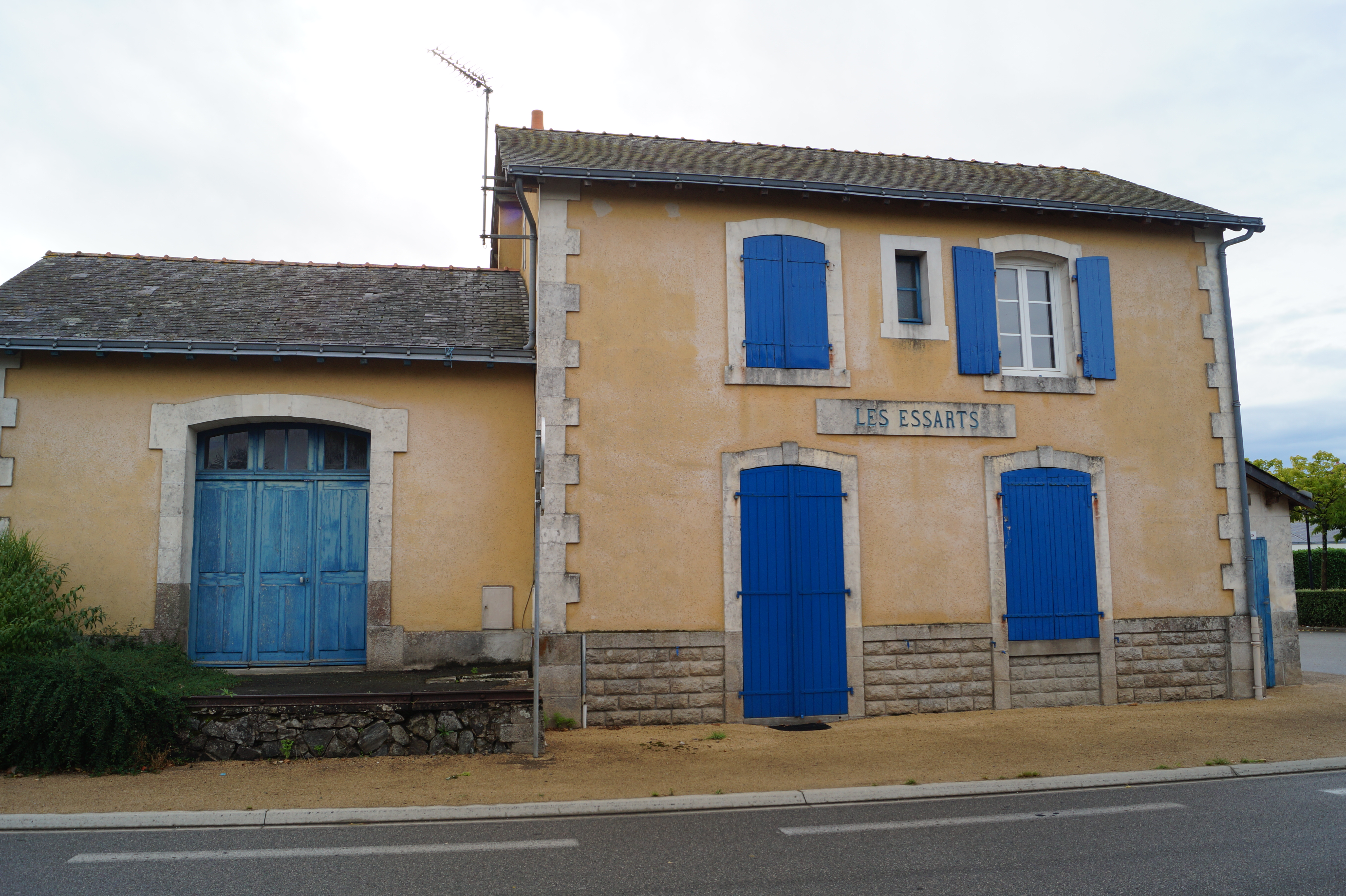
Gare des Essarts.

### Personnalités liées à la commune déléguée
- Louis-Armand, comte de Lespinay (1789-1869), militaire et homme politique vendéen du XIXe siècle.
- Henri-Victor, vicomte de L’Espinay (1808-1878) fut un homme d’Église et homme politique vendéen du XIXe siècle.
- Léon-Jules Lemaître (1850-1905), peintre de l’école de Rouen, mort aux Essarts.
- Charles de Rougé (1892-1983), pilote et inventeur.
- Jean Bondu (1966), évêque auxiliaire de Rennes, Dol et Saint-Malo.
- Walter Bénéteau (1972-2022), coureur cycliste français.

### Héraldique et logotype

#### Héraldique
| Blason | Blasonnement : D’hermine au chef de gueules chargé d’une grappe de raisin d’argent, feuillée de sinople, accostée de deux épis de blé d’or mouvant du trait du chef. |

#### Logotype

Logotype (jusqu’en 2015).